# Lienhard Nunnenbeck
Lienhard Nunnenbeck (erstmals erwähnt 1509; † vor 1527) war ein Meistersinger, Gesangslehrer und Musikpädagoge aus Nürnberg. Zudem übte er den Beruf des Leinenwebers aus.

## Historische Bedeutung
Nunnenbeck unterrichtete um 1515 seinen Schüler Hans Sachs im Meistergesang in München. Sachs gilt heute als der bedeutendste Lieddichter seiner Zeit.